# Secondo tempo
Secondo tempo è la seconda raccolta di Luciano Ligabue, pubblicata dall'etichetta discografica Warner Music Italy su CD e DVD-Video nel 2008.

## Il disco
Il box, che racchiude tutti i singoli pubblicati tra il 1997 (Su e giù da un palco) e il 2005 (Nome e cognome) più tre inediti per un totale di 39 tracce e 24 brani diversi, è costituito da un CD con le 15 canzoni considerate di maggior successo, oltre ai 3 inediti, e da un DVD con 21 video musicali in versione originale, compresi tutti i brani sul CD esclusi gli inediti.
Completa e conclude l'antologia iniziata con la raccolta Primo tempo, pubblicata nel 2007. Infatti per entrambe le compilation i brani di repertorio sui CD sono stati rimasterizzati da Ted Jensen agli Sterling Studios di New York e il 28 novembre 2008 sono stati ripubblicati i due CD, separatamente e senza i DVD (catalogo Warner Bros. Records 518 6 52002 2 per Primo tempo e 518 6 51992 2 per Secondo tempo).
L'edizione digitale del CD scaricabile da iTunes ha una traccia in più, Non fai più male pubblicata nel 1999 come lato B del singolo Una vita da mediano e inserita soltanto nella versione in vinile dell'album Miss Mondo, disponibile, insieme al libretto digitale con le note sui brani, solo con l'acquisto dell'intero album.

## Successo commerciale
Durante il 2008 entra direttamente nella classifica italiana degli album al primo posto, dove rimane per 2 settimane e per 13 consecutive nei primi 3.
Alla fine del 2008 risulterà il quarto album più venduto in Italia.
Ad agosto 2010, dopo due anni dalla pubblicazione, risulta ancora presente nella Top100 dei dischi più venduti in Italia.
La raccolta ha venduto più di 350 000 copie.

## Gli inediti
Corrispondono ai singoli estratti dall'album:
- Il centro del mondo
Produzione artistica e arrangiamenti di Corrado Rustici, trasmesso in radio da venerdì 9 maggio 2008

 Videoclip ufficiale, su YouTube.
- Il mio pensiero
In radio dal 5 settembre 2008.

 Videoclip ufficiale, su YouTube.
- Ho ancora la forza
Scritto con Francesco Guccini, già pubblicato nell'album Stagioni di quest'ultimo e premiato come canzone dell'anno 2000 con la Targa Tenco.
Qui in una nuova edizione con alcune modifiche nel testo.

Per gli ultimi due: produzione artistica e arrangiamenti di Fabrizio Barbacci (da solo in Ho ancora la forza) e Ligabue; registrazione e mix di Paolo Alberta agli studi Fonoprint di Bologna e Zoostudio di Correggio (RE).
I primi due video musicali sono stati inseriti nel doppio DVD Videoclip Collection (2012) distribuito solo in edicola.

## Tracce
Testi e musiche di Luciano Ligabue, eccetto dove indicato.

### CD
1. Il centro del mondo – 4:12 – 2008
2. Piccola stella senza cielo (2003 version, radio edit) – 4:34 – 2003
3. Il mio pensiero – 4:38 – 2008
4. Tra palco e realtà – 4:38 – 1997
5. Questa è la mia vita – 4:02 – 2002
6. Ho perso le parole – 4:28 – 1998
7. Il giorno di dolore che uno ha – 4:36 – 1997
8. Le donne lo sanno – 4:28 – 2005
9. Una vita da mediano – 3:53 – 1999
10. Eri bellissima – 3:53 – 2002
11. Tutti vogliono viaggiare in prima – 4:30 – 2002
12. L'amore conta – 4:26 – 2005
13. Happy Hour – 4:14 – 2005
14. Ti sento – 3:43 – 2002
15. L'odore del sesso – 3:46 – 1999
16. Il giorno dei giorni – 4:30 – 2005
17. Metti in circolo il tuo amore – 3:39 – 1998
18. Ho ancora la forza – 4:45 (testo: Luciano Ligabue, Francesco Guccini – musica: Luciano Ligabue) – 2008

Bonus track (solo download digitale)
1. Non fai più male – 3:52 – 1999

### DVD
Edizioni musicali Warner Music Italy.
1. Il giorno di dolore che uno ha, su YouTube. (diretto da Alessandra Pescetta) – 1997[9]
2. Tra palco e realtà, su YouTube. (diretto da Egidio Romio) – 1997[9]
3. Ho perso le parole, su YouTube. (diretto da Francesco Fei) – 1998[10]
4. Metti in circolo il tuo amore, su YouTube. (diretto da Alessandra Pescetta) – 1998[10]
5. Una vita da mediano, su YouTube. (diretto da Luca Lucini) – 1999[11]
6. L'odore del sesso, su YouTube. (diretto da Alessandra Pescetta) – 1999[11]
7. Almeno credo, su YouTube. (diretto da Alessandro Bosi e Matteo Sironi) – 1999[11]
8. Si viene e si va, su YouTube. (diretto da Riccardo Paoletti) – 2000[11]
9. Sulla mia strada, su YouTube. (diretto da Riccardo Paoletti) – 2000[11]
10. Questa è la mia vita, su YouTube. (diretto da Richard Lowenstein) – 2001[12]
11. Tutti vogliono viaggiare in prima, su YouTube. (diretto da Paolo Monico) – 2002[12]
12. Eri bellissima, su YouTube. (diretto da Paolo Monico) – 2002[12]
13. Ti sento, su YouTube. (diretto da Paolo Monico) – 2002[12]
14. Voglio volere, su YouTube. (diretto da Paolo Monico) – 2002[12]
15. Piccola stella senza cielo (radio edit), su YouTube. (diretto da Giangi Magnoni) – 2003[13]
16. Il giorno dei giorni, su YouTube. (diretto da Kal Karman) – 2005[14]
17. L'amore conta, su YouTube. (diretto da Paolo Monico) – 2005[14]
18. Le donne lo sanno, su YouTube. (diretto da Silvio Muccino) – 2006[14]
19. Happy Hour, su YouTube. (diretto da Fabio Jansen) – 2006[14]
20. Cosa vuoi che sia, su YouTube. (diretto da Alex Infascelli) – 2006[14]
21. Sono qui per l'amore, su YouTube. (diretto da Christian Gandini e Marco Salom) – 2006[14]

## Musicisti
Nel brano Il centro del mondo:
- Luciano Ligabue - voce
- Corrado Rustici - chitarra, tastiera, programmazione
- Michael Urbano - batteria
- Benny Rietvel - basso

Nei brani Il mio pensiero e Ho ancora la forza:
- Luciano Ligabue - voce
- Roberto Pellati - batteria
- Antonio Righetti - basso
- Niccolò Bossini - chitarra elettrica
- Fabrizio Barbacci - chitarra elettrica, chitarra acustica, arrangiamento archi e fiati
- Guglielmo Ridolfo Gagliano - tastiera, violoncello, scrittura archi e fiati
- Nicola Manzan - violino

## Classifiche

### Classifiche settimanali
| Classifica (2008) | Posizione massima |
| ----------------- | ----------------- |
| Italia            | 1                 |
| Svizzera          | 26                |
| Europa            | 27                |

### Classifiche di fine anno
| Classifica (2008) | Posizione |
| ----------------- | --------- |
| Italia            | 4         |
| Classifica (2009) | Posizione |
| Italia            | 50        |
| Classifica (2010) | Posizione |
| Italia            | 65        |
| Classifica (2011) | Posizione |
| Italia            | 53        |